# Tolteca hesperia
Tolteca hesperia är en spindelart som först beskrevs av Willis J. Gertsch 1982.  Tolteca hesperia ingår i släktet Tolteca och familjen dallerspindlar. Inga underarter finns listade i Catalogue of Life.